# Wojciech Izydor Chojnacki
Wojciech Izydor Chojnacki (1785–1818) – polski nauczyciel, profesor gimnazjum w Łowiczu.
Pracował w Księstwie Łowickim nawiązując do dorobku oświecenia. Napisał Zasady pierwiastkowe pedagogiki i metodyki (1815) znany podręcznik do wychowania. Umieścił w nim postępowe jak na ówczesne czasy wskazówki, jak należy nauczać i wychowywać uczniów. Ponadto przełożył i przepracował pracę z psychologii i logiki niemieckiego historyka Fryderyka Wilhelma Daniela Snella, którą opublikował w 1818 roku pod tytułem Psychologiia empiryczna i loika, z dzieła o filozofii Snella Fryd. Wilh. Daniela wyjęte i na pol. jęz. przeł. przez W. J. Choynackiego, dedykując ją Wincentemu Krasińskiemu.
Zmarł w młodym wieku, mając 33 lata.